# Anders Gustaf Ekeberg
Anders Gustaf Ekeberg (n. 15 ianuarie 1767, Hedvig Eleonora parish⁠(d), Comitatul Stockholm, Suedia – d. 11 februarie 1813, Uppsala Cathedral Assembly⁠(d), Uppsala län, Suedia) a fost un chimist suedez care a descoperit elementul tantal în 1802.
De asemenea, Anders Gustav Ekeberg a fost matematician și expert în literatura greacă. El a fost un student talentat al Universității Uppsala (1784–1788). A obținut titlul de Docent în chimie în 1794 și pe cel de experimentator în 1799. Tot în 1799 a fost ales membru al Academiei Regale de Științe a Suediei.
Ekeberg este creditat cu descoperirea elementului tantal în două minerale diferite, respectiv tantalitul din Kimito (Finlanda) și ytrotantalitul din Ytterby (Suedia). Ekeberg a numit noul element după zeul grec Tantal, pedepsit de Zeus să ispășească o eternitate în Tartar, înconjurat de apă și mâncare, dar fără însă a putea gusta vreuna dintre acestea.
Ekeberg a suferit de sănătate precară pe tot parcursul vieții. În timpul copilăriei, o criză severă i-a afectat auzul, care a fost în continuare slăbit de-a lungul anilor, astfel încât a împiedicat activitățile sale didactice. Ulterior, o explozie de gaz i-a afectat vederea. Ekeberg a fost portretizat de prietenii și studenții săi ca un om blând și bun. A murit, necăsătorit, la vârsta de 46 de ani. 

## Legături externe
- Weeks, Mary Elvira (1932). „The Discovery of the Elements: VII. Columbium, Tantalum, and Vanadium”. Journal of Chemical Education. 9 (5): 863–884. doi:10.1021/ed009p863.
- Academie-Adjuncten och Chemie-Labratorn i Upsala (1812). „Mag. And. Gust. Ekebergs Biograpie”. Kungliga Svenska Vetenskapsakademiens Handlingar (în sami de nord). 23: 276–280.
- Lucrări de Anders Gustaf Ekeberg la Proiectul Gutenberg